# Народно читалище „Съзнание – 1895“
Народното читалище „Съзнание – 1895“ се намира в град Луковит.
Театралната дейност на читалището е сред най-старите. Тя дори предхожда създаването на самото читалище и датира от 1885 г.
През годините своя принос в читалищната дейност са дали деятели като Никола Дейков, Димитър Анчев, Тодор Духовников, Петър Оджаков, Никола и Пою Табакови, Христо Монев, Трифон Кунев и много други. В богатата библиотека на читалището, с над 99 000 издания, подходящи за всички възрасти се събират и артефакти от културно-историческото наследство на общината.
| Естрадно-сатиричен състав                                 |
| Детски куклен състав                                      |
| Детска вокална група                                      |
| Група за политически песни                                |
| Детска танцова школа за народни танци „Луковитски бисери“ |
| Камерна хорова формация                                   |
| Трио за народни песни и музика „Луковит“                  |
| Класове по пиано и ударни инструменти                     |
| Клас по приложно рисуване                                 |
| Театрален състав                                          |
| Фолклорна формация „Дилянка“                              |
| Гайдарска група                                           |
| Младежки духов оркетър                                    |
| Квартет „Луковит“                                         |